# Antonio Carrillo Ruiz
Antonio Carrillo Ruiz (Barcelona, España, 23 de abril de 1970) más conocido como Toni Carrillo es un entrenador de fútbol español.

## Trayectoria
Comenzó en los banquillos dirigiendo en las categorías inferiores del Fútbol Martorell desde 1995 a 1997. En la temporada 1997-98, firma por el equipo juvenil del Club Esportiu Júpiter al que dirige durante tres temporadas.
En la temporada 2000-01, se hace cargo del primer equipo del Club Esportiu Júpiter de la Tercera División de España, al que dirige durante cuatro temporadas entre Tercera División de España y la Primera División Catalana.
En la temporada 2004-05, firma por el CD Montcada de la Primera División Catalana, al que dirige durante tres temporadas.
En la temporada 2007-08, firma por la Unió Atlètica d'Horta de la Primera División Catalana.
En la temporada 2008-09, firma por el Cerdanyola del Vallès Futbol Club de la Primera División Catalana.
En la temporada 2012-13, logra el ascenso con el Cerdanyola del Vallès Futbol Club a la Tercera División de España.
En la temporada 2020-21, acaba la liga en quinta posición del grupo V de la Tercera División de España y en los play-offs logra el ascenso a la Segunda Federación tras vencer en la final a la UE Sant Andreu.
En la temporada 2021-22, Toni dirige al Cerdanyola del Vallès Futbol Club en la Segunda Federación, pero no lograría mantener la categoría.
El 6 de septiembre de 2022, vuelve a la Segunda Federación tras ocupar la vacante que deja el Extremadura UD y Toni dirige al club en su decimoquinta temporada consecutiva.
El 19 de octubre de 2022, Toni sería destituido como entrenador del Cerdanyola del Vallès Futbol Club, después de un mal inicio de temporada y sería sustituido por Oliver Ballabriga.

## Clubes
| Club                                | País              | Año       |
| ----------------------------------- | ----------------- | --------- |
| Fútbol Martorell (Fútbol Base)      | Bandera de España | 1995-1997 |
| Club Esportiu Júpiter (Fútbol Base) | Bandera de España | 1997-2000 |
| Club Esportiu Júpiter               | Bandera de España | 2000-2004 |
| CD Montcada                         | Bandera de España | 2004-2007 |
| Unió Atlètica d'Horta               | Bandera de España | 2007-2008 |
| Cerdanyola del Vallès Futbol Club   | Bandera de España | 2008-2022 |